# Bitwa pod Mühlbergiem
Bitwa pod Mühlbergiem – starcie zbrojne, które miało miejsce 24 kwietnia 1547 podczas wojny szmalkaldzkiej (1546–1547).
W bitwie tej armia Świętego Cesarstwa Rzymskiego dowodzona przez cesarza Karola V habsburga i księcia Albę, Ferdynanda Álvareza de Toledo w sile 29 500 żołnierzy (w tym 4500 jazdy i 20 dział) rozbiła armię protestanckiego związku szmalkaldzkiego (15 000 żołnierzy, w tym 3000 jazdy oraz 15 dział) dowodzoną przez elektora saskiego Jana Fryderyka Wspaniałomyślnego. Udało się to w dużej mierze dzięki niezgodzie wśród oficerów sztabu wojsk protestanckich, którzy nie mogli zdecydować się na podjęcie jakiejkolwiek akcji na polu bitwy. Pozwoliło to armii cesarskiej na przełamanie obrony przeciwnika.
W chwili ataku na armię protestancką, Karol V ustawił armię w szyku bitewnym, wysyłając oddziały rajtarów przeciwko jeździe elektora na skrzydłach. Na prawym skrzydle cesarskim do ataku ruszyli arkebuzerzy margrabiego Miśni, Maurycego, którzy osłabili wojska saskie, umożliwiając atak jazdy cesarskiej. Nastąpiła wielka masakra, a elektor, który bronił się z mieczem w dłoni został pojmany i wtrącony do więzienia.
Wojska protestanckie straciły 8 tys. zabitych i rannych, podczas gdy armia cesarska jedynie 200 zabitych i rannych. Wódz armii protestanckiej ranny w twarz dostał się pod Mühlbergiem do niewoli. Pozbawiony władzy nad Saksonią zesłany został do Wormacji. Bitwa pod Mühlbergiem położyła kres związkowi szmalkaldzkiemu.